# Halophiloscia tyrrhena
Halophiloscia tyrrhena is een pissebed uit de familie Halophilosciidae. De wetenschappelijke naam van de soort is voor het eerst geldig gepubliceerd in 1928 door Verhoeff.